# 영덕터미날
영덕터미널(盈德 Terminal Tour)은 대한민국 경상북도 영덕군을 거점으로 전세버스를 운영하는 KD운송그룹 소속의 운수회사이다. KD운송그룹 계열사 중 경상북도 면허를 가진 업체이며 주로 경상북도 지역을 중심으로 하는 전세버스·관광버스 업체이다.

## 보유 차종
- 자일대우 FX ii 120 크루징 스타